# Подводные лодки типа E
Подводные лодки типа E (англ. E class submarine) — тип подводных лодок Королевского флота времен Первой мировой войны. Некоторыми авторами считается лучшей из британских лодок времен войны.

## История
Лодки типа E являлись логическим продолжением типа D. Как и предшественницы, они уже вышли из рамок чисто прибрежного, оборонительного проекта. Оборона гаваней и побережья перестала быть главным назначением. Лодки создавались с расчетом на действия у берегов противника в Северном море.
E1 была заложена в 1912 году. Начавшаяся война продтолкнула к расширению программы строительства. Срочный военный заказ от ноября 1914 года определял потребность в 38 лодках типа Е. В ходе войны время постройки сократилось почти вполовину по сравнению с мирным временем. Лодки строились как на адмиралтейских, так и частных верфях. Последняя, E56 закончена постройкой в 1916.
По особенностям конструкции лодки типа Е разделяются на три группы:
1. E1 — E8, AE1 и AE2;
2. E9 — E20;
3. E21 — E56;

E24, E34, E45, E46, E51 построены как минные заградители.

## Конструкция

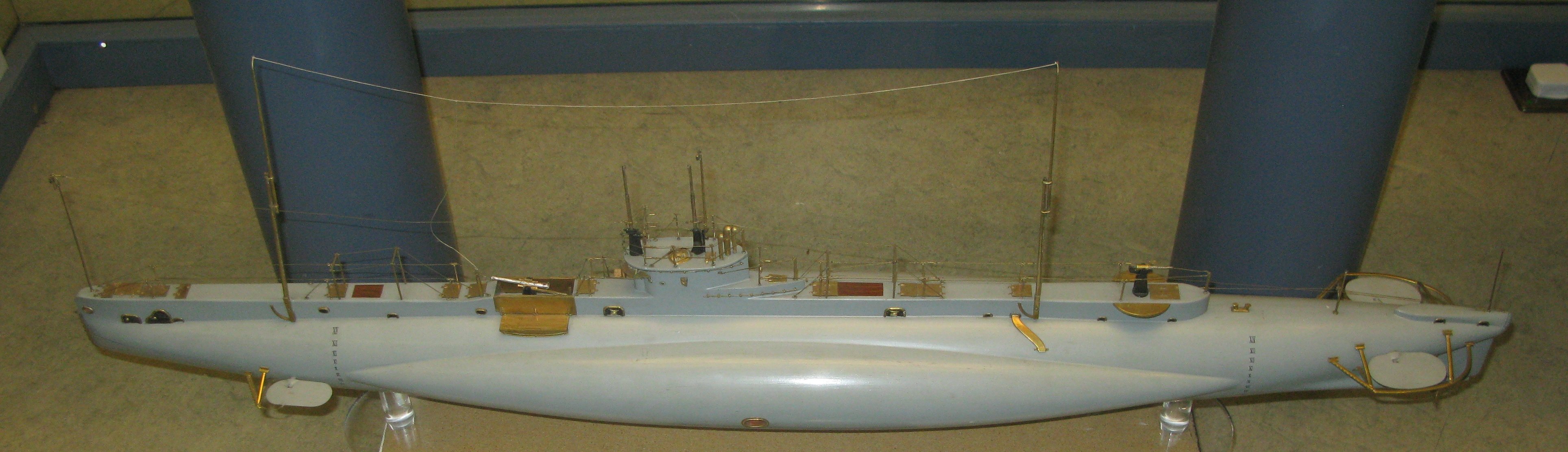
Лодка типа E (модель)

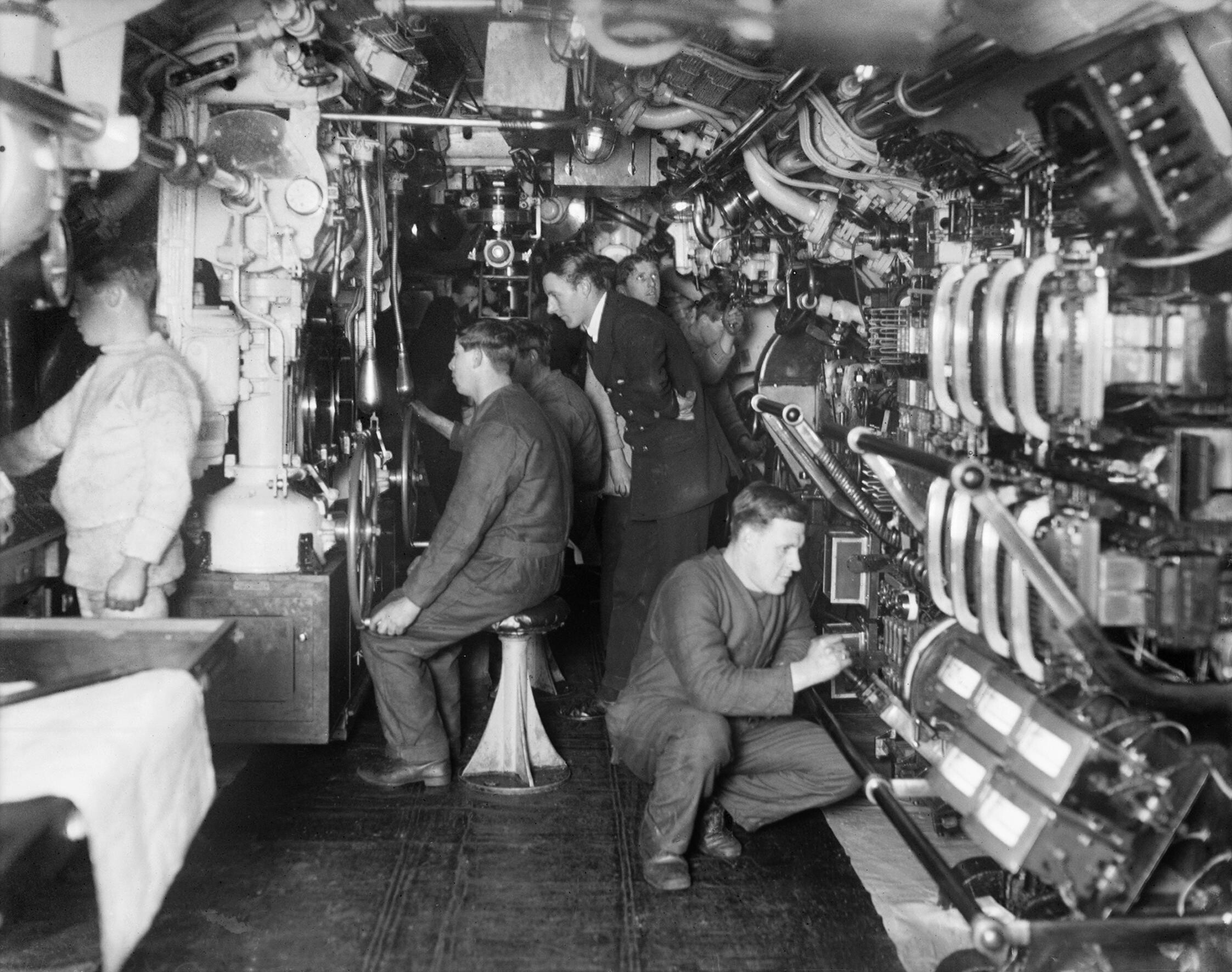
Центральный пост подводной лодки типа E

Лодки типа E имели однокорпусную конструкцию с надстройкой и внешними балластными цистернами. Корпус клепаный. Впервые в истории подводного кораблестроения было применено деление на отсеки: лодки имели две водонепроницаемые переборки, делившие их на три отсека по длине. Благодаря малому числу, отсеки получились относительно просторными. Примечательно, что хотя рабочая глубина по проекту была 100 футов (30 м), в ходе службы она была превышена более чем вдвое. По удачному совпадению, это оказалось полезно при преодолении системы противолодочных заграждений, быстро развивавшейся в войну. Пригодилось и ограждение горизонтальных рулей.
Носовые горизонтальные рули, в отличие от ранних типов, были предусмотрены с самого начала, что качественно улучшило подводную управляемость.
Аккумуляторная батарея располагалась одной группой (36 элементов) под палубой центрального отсека. Воздухозабор производился через патрубок на мостике, выхлоп дизелей отведен в надстройку. Заметно выросла надежность дизелей. Так, австралийские лодки добрались до места своим ходом. Обе прошли по 30 000 миль до замены дизелей.
Лодки, построенные до 1914 года включительно, имели только один носовой торпедный аппарат (ТА), один кормовой и два в миделе, установленные поперечно. Считалось, что траверзные ТА позволят производить выстрел в момент уклонения от надводного корабля: опасность тарана воспринималась очень серьёзно. Поскольку применения они почти не нашли, во всех последующих типах от них отказались. Срочный военный заказ включал требование о дополнительном носовом ТА: после 1914 г их число выросло до пяти. Лодки в варианте заградителя имели по 10 вертикальных минных труб побортно в балластных цистернах; траверзные ТА сняты для экономии веса.
Стандартно лодки имели радиостанцию мощностью 1 кВт. Некоторые снабжались более мощным 3 кВт передатчиком. Он был способен надежно держать связь из Гельголандской бухты. Чтобы освободить под него место, один из траверзных ТА снимали.
Отдельные лодки типа оборудовались станцией звукоподводной связи системы Фессенден.
Лодки последней группы стандартно проектировались под установку палубного орудия. Самым типичным была 12-фунтовая пушка, но встречались многие образцы, как на фиксированном, так и складном основании. Например, лодки отправленные на Балтику, снабжались в Ревеле скорострельной пушкой Гочкиса.
В 1916 году E22 в порядке эксперимента оборудовалась под несение гидроплана, для перехвата Цеппелинов над Северным морем, но вскоре от него отказались.
Мореходность лодок по сравнению с предшествующим типом D заметно улучшилась. Это произошло за счет бо́льших размеров, что увеличило надводный борт, более высокого мостика, и большего запаса плавучести. В ходе войны были попытки улучшить условия верхней вахты в плохую погоду. С этой целью на рубке устанавливались бронзовые леера.

## Служба
В ходе войны лодки типа E оправдали и превзошли ожидания конструкторов. Они оказались самым успешным типом британских лодок, действовали на всех трех главных театрах, а семь были посланы на Балтику.

### Балтийское море

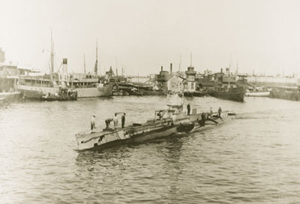
E19 покидает Ревель, ок. 1915—1918

Английский флот не мог действовать на Балтике, не подвергаясь опасности: тесное, мелкое море было минировано, а своих баз поблизости не было. К тому же германские корабли имели возможность маневра через Кильский канал. Зато это был идеальный театр для подводных лодок. Они могли как угрожать Флоту открытого моря с тыла, так и нарушать поставки шведской руды в Германию.
Соответственно, в октябре 1914 Адмиралтейство послало три лодки: E1 (лейтенант-коммандер Ноэль Лоренс, E9 (лейтенант-коммандер Макс Хортон, англ. Max Kennedy Horton) и E11 (лейтенант-коммандер Мартин Несмит, англ. Martin Nasmith). Переход через Скагеррак, Каттегат и узкие, мелкие Датские проливы был крайне опасен. Лоренс и Хортон сумели их форсировать. Несмиту не повезло. Идя последним, он встретил плотные патрули и, избежав попытки тарана и бомбежки, был вынужден повернуть назад. Не успел он сделать новую попытку, как был отправлен в Дарданеллы. Все трое были лучшими подводниками Британии, и вскоре их имена стали известны каждому. Хортон к этому моменту уже успел сделать себе имя, потопив крейсер «Хела».
Две прорвавшиеся лодки нашли немало торговых судов, плюс местные военно-морские силы. Лоренс сделал неудачный дебют, промахнувшись по крейсеру нем. Victoria Louise; тот вовремя заметил идущие на него торпеды. Таким образом, присутствие английских лодок на Балтике было объявлено всему свету. Было решено оставить их на театре, с базированием на русский порт Лапвик (Финляндия), где им и был предоставлен ремонт. Уже в январе 1915 г Хортон с помощью ледокола вышел в море. Тогда не было известно, могут ли лодки действовать зимой. Выяснилось, что единственной проблемой было обледенение на поверхности. В первой атаке торпеда не удержала глубину и взорвалась, ударившись о дно под целью — эсминцем. С улучшением погоды лодки, то в паре, то по отдельности, приступили к нарушению перевозок руды, потопив несколько транспортов, рудовозов и минный заградитель. В мае Хортон атаковал охраняемый конвой и потопил транспорт под носом у крейсера, заставив конвой повернуть обратно. В июне он атаковал ещё один конвой, потопил транспорт и тяжело повредил эсминец. Третья торпеда из-за неисправности не дошла до цели — крейсера. В июле Хортон повредил броненосный крейсер нем. Prinz Adalbert. Это был выдающийся успех, в частности потому, что гладкое безветренное море крайне затрудняло пользование перископом. Немцы уже рассматривали его как серьёзную угрозу. Более того, русский царь наградил его Георгиевским крестом IV степени. В следующем месяце Лоренс, справившись с техническими неполадками, вышел в море и в Рижском заливе повредил линейный крейсер «Мольтке», что повлияло на решение немцев отменить высадку под Ригой. Царь послал за Лоренсом и лично вручил ему Георгия, объявив «спасителем Риги».

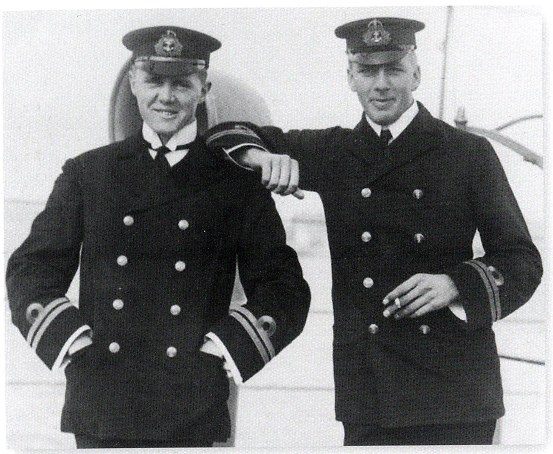
Макс Хортон (слева) и Ноэль Лоренс. Балтика, ок. 1915—1918

В ответ на успехи, Адмиралтейство стало перебрасывать новые лодки (типа С) через Архангельск по системе рек и каналов в Петроград. Они не пришли в боевую готовность до весны 1916 г. Тем временем четыре новых лодки типа E отправились форсировать проливы. E13 села на мель, формально в нейтральных датских водах, но угроза захвата немцами заставила её затопить, с потерей половины команды. E8, E18 и E19 прошли, хотя первая едва не погибла и добралась до базы с одним винтом, потеряв второй при касании грунта.
Вновь прибывшие лодки были нацелены на немецкий флот, поддерживавший с моря наступление на Восточном фронте. В октябре E8 (лейтенант-коммандер Гудхарт, англ. Francis Goodhart) вышла на позицию у Либавы, потопив по пути транспорт. У Либавы был обнаружен военно-морской конвой. Выполнив классическое сближение, Гудхарт выстрелил единственную торпеду с дистанции 1000 ярдов. Жертвой оказался ранее поврежденный Prinz Adalbert, только что вышедший из ремонта. Через месяц E19 (лейтенант-коммандер Кроми, англ. Francis Newton Allan Cromie) наткнулась в западной Балтике на конвой, шедший контркурсом. Выстрелом из правого ТА Кроми добился попадания в легкий крейсер нем. Undine с дистанции 1100 ярдов, затем, уклонившись от эсминца охранения, добил его из кормового ТА.
Потери крупных кораблей заставили Германию ограничить их использование на Балтике. После этого подводные лодки занимались в основном нарушением перевозок руды. Стоит напомнить, что они воевали по призовым правилам, параллельно с лодками Балтийского флота, но добились гораздо большего результата. Так, в свой лучший день, в конце 1915 года Кроми потопил 7 суден водоизмещением свыше 22000 т. Потери британцев составили 2 лодки типа E.
В мае 1917 подводная флотилия перебазировалась на Ханго (Ханко). По условиям Брест-Литовского мира находящиеся в Финляндии лодки, включая уцелевшие 7 британских, должны были отойти Германии. Чтобы этого избежать, они были выведены на глубину с помощью ледокола, и затоплены 4 марта 1918.

### Средиземное море

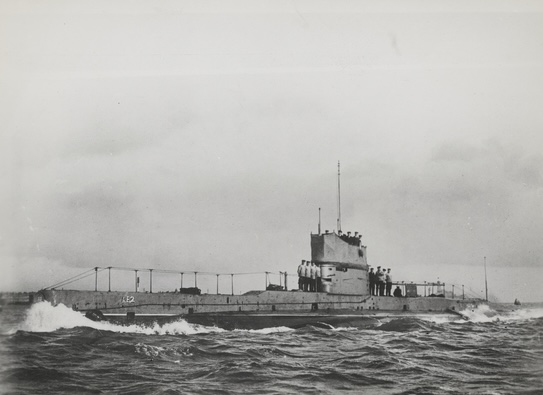
Австралийская AE2 входит в Сидней, 24 мая 1914

В Средиземном море подходящим для лодок районом были черноморские проливы и подходы к ним. Этот район требовал внимания флотов Антанты ещё до первого дня войны: именно там укрылись и были блокированы немецкие Goeben и Breslau. Затем на лодки легла борьба с турецким судоходством и поддержка высадки в Галлиполи.
Командованию было очевидно, что наличные лодки типа B и французские Saphir, Circe не имеют запаса хода, чтобы полностью форсировать проливы. Так, B11 в своем знаменитом рейде достигла района Чанаккале, т.е углубилась в Дарданеллы на 1/3 длины, и это был её предел. Поэтому в начале 1915 туда были переброшены E2, E11, E14, E15 и E20, а австралийская AE-2, уже находилась на театре. Флотилия базировалась на о. Мудрос, в 20 милях от входа в проливы. Из неё больше всего отличились E11 (лейтенант-коммандер Мартин Несмит) и E14 (лейтенант-коммандер Кортни Бойл, англ. Courtney Boyle). Первая за три похода потопила и повредила 27 пароходов и 58 мелких судов, плюс устаревший броненосец. Она достигала Стамбула и успешно там действовала. Несмит более чем оправдал своё отсутствие на Балтике. E11 стала самой результативной из британских лодок Первой Мровой войны.
26 апреля 1915 AE-2 первой прорвалась в Мраморное море, но из похода не вернулась: через три дня она была повреждена турецким миноносцем, и в результате затоплена экипажем.
Общими усилиями лодки союзников лишили Турцию трех крупных кораблей (2 от торпед, 1 на мине) и наполовину сократили её торговый флот. Однако здесь они не придерживались призового права: проливы (исключая Мраморное море) считались зоной неограниченной войны. Потери составили 7 лодок, в том числе 5 типа E.
В целом на этом театре самыми успешными оказались первые походы. С ходом времени оборона проливов усиливалась, а число целей падало. Мелкие суда уничтожались огнём палубного орудия а иногда, за его неимением, и с помощью стрелкового оружия.

### Северное море и проливы Ла-Манш и Па-де-Кале
Этот театр, самый большой по размерам, потребовал наибольшего числа лодок. При этом он оказался наименее успешен и далеко не так знаменит, как остальные. Но редкие успехи подводников, когда приходили, имели большой резонанс.
Задачи британских лодок распадались на три группы:

#### Оборона своего побережья и набеги на вражеское
Довоенная доктрина призывала к использованию большинства эсминцев в составе Флота метрополии. Поэтому оборона баз, главным образом на английском побережье Северного моря, легла на подводные лодки. Здесь специализировались прибрежные типы A, B и C. Наступательные действия у немецких берегов достались лодкам типов D и E, позже их дополнили новые типы, вступавшие в строй.
Закономерно, что первый успех выпал именно Максу Хортону. 13 сентября 1914 он обнаружил в перископ и потопил легкий крейсер «Хела». Записи из его личного журнала:

7:28 Позиция 600 ярдов на траверзе крейсера (двухтрубный). Выстрел из обоих носовых торпедных аппаратов ему в правый борт, с интервалом 15 секунд.

7:29 Одиночный сильный взрыв. Глубина 70 футов, курс параллельно крейсеру. 

7:32 Всплыл под перископ, наблюдаю крейсер без хода, крен на правый борт. Ушел на 70 футов. 

8:35 Всплыл под перископ, крейсер не наблюдаю, на его месте траулеры. Ушел на 70 футов.
Оригинальный текст (англ.)7:28 am Position 600 yards abeam of cruiser (two funnels). Fired both bow torpedoes at her starboard side at intervals of 15 seconds. 

7:29 am Heard single loud explosion. Depth 70 feet, course parallel to cruiser. 

7:32 am To periscope depth, observed cruiser appeared to have stopped and to have list to starboard. Dived to 70 feet. 

8:35 am To periscope depth, sighted trawlers where cruiser had been. Dived to 70 feet.

Через две недели E9 добавила к боевому счету эсминец S116. Скорость, малые размеры и осадка эсминцев означали что атаки на них опасны. За свои две победы Хортон был удостоен креста «За заслуги», к которому позже добавил две планки. Его успехи несомненно повлияли на выбор командования при посылке лодок на Балтику. Они же составили весь счет британских лодок по боевым кораблям за 1914 год. Потери составили три лодки (всех типов).
В 1915—1916 годах численность лодок непрерывно росла, базы Харвич, Ярмут и Блайт расширялись. Но успехов было немного. Основной задачей лодок был перехват возможных набегов Флота открытого моря. Только наступательные патрули давали некоторые шансы для атак. Так, E6 атаковала в мае линейный крейсер «Мольтке», а в октябре легкий крейсер «Росток», и оба раза промахнулась.
После Ютландского сражения число средних и больших лодок в английских водах выросло до 38. Таким образом, появилась возможность непрерывно патрулировать Северное море. Были созданы постоянные позиции на Ютландской банке, у рифа Хорнс и в Гельголандской бухте. Время от времени лодки посылались в Скагеррак и устье Мааса. Когда выявились масштабы немецких минных постановок, для заградителей типа E появился шанс минировать протраленные немцами фарватеры.
Постоянное патрулирование стало приносить встречи с кораблями Флота открытого моря. Наиболее известен случай 5 ноября 1916. Ноэль Лоренс, теперь уже командуя J1, обнаружил у рифа Хорнс 4 линкора. При сильном волнении моря он сумел произвести залп и добился двух попаданий: в Großer Kurfürst и в Kronprinz, чем на несколько недель вывел оба из строя. Случай имел далеко идущие последствия. Поскольку корабли были повреждены в рутинном выходе (обеспечивая спасение двух немецких лодок), адмирал Шеер получил личную отповедь кайзера, и подобные выходы навсегда прекратились. Лоренс остается единственным подводником, поразившим два крупных корабля одним залпом. Подобный результат некоторые авторы приписывают японской ПЛ I-19 (15 сентября 1942). Другие относят её попадания на счет двух разных лодок.
К тому времени германский флот уже ремонтировал Westfalen, торпедированный E23 и München, торпедированный E36. Все эти результаты были достигнуты ценой потери 8 лодок всех типов.
Остаток войны Флот открытого моря был мало активен, и только в марте 1918 г E44 встретила крупные корабли и промахнулась. В апреле J6 обнаружила противника, но приняла его за свои корабли, так как имела оповещение об их присутствии в районе. При возвращении они же были обнаружены лодкой E42, которая и повредила «Мольтке». Скромные успехи 1917-1918 годов стоили британцам 10 лодок.

#### Действия в интересахGrand Fleet
Британские лодки не сыграли никакой роли при Ютландии. Три из них, чьи позиции позволяли перехватить возвращавшийся Флот открытого моря, получили приказ лечь на дно и ожидать другой операции, так и не состоявшейся.
Осознав ошибку, Адмиралтейство развернуло немало лодок для перехвата Шеера, когда 26 августа 1916 он вышел для набега на Сандерленд. Три уже находились у устья Эмса, две были посланы в Бухту. Ещё шесть заняли позиции в пределах досягаемости береговой артиллерии Лоустофта, Ярмута и Харвича. Остальные были сведены в три патрульные группы, каждая во главе с эсминцем, и поставлены у устья Тайна, у Харвича, и во Фламандской бухте. Единственный урон нанесла E23 уже упомянутой атакой Westfalen. Но и она была на позиции до того, как британская разведка узнала о планах Шеера.
Адмиралтейство считало, что нужна лодка, способная ходить в составе флота. Лодки типа E не рассматривались для этой роли, по недостатку скорости. В этом взгляды британцев отличались от немецких: те выставляли завесы лодок впереди выходящего флота.

#### Борьба с немецкими субмаринами
После 1916 года упор в действиях лодок был перенесен на борьбу с немецкими U-boote. Подводники были готовы к встрече с ними и раньше: тактика буксировки лодок типа C в подводном положении за траулером принесла потопление U-40 и U-23 летом 1915. Тактика тактикой, но в первые три года войны британские лодки потопили только 5 немецких субмарин.
Развертывание британских лодок против немецких прямо связано с неограниченной подводной войной Германии, и со вступлением адмирала Битти в командование Флотом метрополии. Была создана постоянная позиция у Зебрюгге, и завеса поперек Северного моря, от Хартлпула до Скагеррака.
Основную роль тут сыграли лодки типов C и D. Нацеливание на противолодочную борьбу принесло 13 уничтоженных немецких субмарин в 1917—1918 годах, в том числе 4 торпедами лодок E34, E35, E45, E52. Из 18 немецких субмарин, потопленных британскими лодками за войну, шесть были потоплены у своих баз, восемь на позициях и четыре на переходе.

## Итоги войны
Подводные лодки за время Первой мировой войны выросли из вспомогательных кораблей прибрежного действия до самостоятельного рода сил, способного влиять на ход и исход войны. Самый большой сдвиг во взглядах командования вызвали действия немецких лодок. Но и британские подводники оказались на высоте. Ещё когда их лодки были «золушками» среди остальных, они добивались высоких индивидуальных результатов, компенсируя «британским характером», то есть прекрасной подготовкой и решимостью, недостатки матчасти и невнимание начальства. С приходом адмирала Битти началось их официальное признание.
Лодки типа E показали, помимо транспортов и торговых судов, лучший счет по боевым кораблям: 1 линкор, 3 крейсера и броненосца, 5 субмарин, 7 миноносцев и канонерок. Их командиры заслужили три креста Виктории. Как и с другими типами, непрерывная служба обернулась высокими потерями. Боевые потери составили 27 лодок, то есть более 47 %.

## Представители

### Группа 1
| Название | Спуск на воду   | Вступление в строй | Примечания |
| -------- | --------------- | ------------------ | --- |
| E1       | 9 ноября 1912   | 6 мая 1913         | Затоплена экипажем 3 апреля 1918 в 3,6 милях к югу от Свеаборга                                                               |
| E2       | 23 ноября 1912  |                    | Продана на слом 7 марта 1921                                                                                                  |
| E3       | 29 октября 1912 | 29 мая 1914        | Торпедирована немецкой U-27 18 октября 1914                                                                                   |
| E4       | 5 февраля 1912  | 28 января 1913     | Затонула от столкновения с E41 15 августа 1916 со всем экипажем. Поднята, возвращена в строй. Продана на слом 21 февраля 1922 |
| E5       | 17 мая 1912     | 28 июня 1913       | Подорвалась на мине и погибла в Северном море, 7 марта 1916                                                                   |
| E6       | 12 ноября 1912  | 17 октября 1913    | Подорвалась на мине 26 декабря 1915 в районе Харвича                                                                          |
| E7       | 2 октября 1913  | 16 марта 1914      | Затоплена экипажем 5 сентября 1915 в Дарданеллах во время высадки в Галлиполи.                                                |
| E8       | 30 октября 1913 | 18 июня 1914       | Затоплена экипажем 4 апреля 1918 в 3,6 милях к югу от Свеаборга. Поднята в августе 1953, отправлена на слом                   |
| AE1      | 22 мая 1913     | 28 февраля 1914    | Построена для Австралии. Потеряна в районе Новой Гвинеи 14 сентября 1914 от неизвестной причины                               |
| AE2      | 18 июня 1913    | 28 февраля 1914    | Построена для Австралии. Затоплена экипажем 28 апреля 1915 в Мраморном море во время высадки в Галлиполи.                     |

### Группа 2
| Название | Спуск на воду    | Вступление в строй | Примечания |
| -------- | ---------------- | ------------------ | --- |
| E9       | 29 ноября 1913   | 18 июня 1914       | Затоплена экипажем 3 апреля 1918 в 3,6 милях к югу от Свеаборга. |
| E10      | 29 ноября 1913   | 10 марта 1914      | Подорвалась на мине и затонула 18 января 1915 в Гельголандской бухте. |
| E11      | 23 апреля 1914   | 19 сентября 1914   | Самая результативная из британских лодок времен войны Продана на слом 7 марта 1921 |
| E12      | 5 сентября 1914  | 14 октября 1914    | В боевых условиях достигла рекордной глубины погружения, для своего времени, — 245 футов (75 м). Продана на слом 7 марта 1921                                                          |
| E13      | 22 сентября 1914 | 9 декабря 1914     | Села на мель в пр. Каттегат 18 августа 1915, затоплена экипажем. 15 спасенных и лодка интернированы датчанами. Продана на слом 14 декабря 1921                                         |
| E14      | 7 июля 1914      | 18 ноября 1914     | Потоплена 27 января 1918 береговой батареей в Дарданеллах. 9 спасенных. |
| E15      | 23 апреля 1914   | 1914               | Выведена из строя, покинута и уничтожена своими силами 19 апреля 1915 в Дарданеллах.                                                                                                   |
| E16      | 23 сентября 1914 | 27 февраля 1915    | Первой на флоте потопила немецкую лодку — U-6. Подорвалась на мине и затонула 15 сентября 1915 в районе Ставангера.                                                                    |
| E17      | 16 января 1915   | 7 апреля 1915      | Потерпела крушение в районе Текселя 6 января 1916. Экипаж интернирован голландцами. Рубка хранится в качестве экспоната в Госпорте.                                                    |
| E18      | 4 марта 1915     | 6 июня 1915        | Подорвалась на немецкой мине и затонула со всем экипажем в Балтийском море неподалёку от эстонского острова Хийумаа (предположительно 2 июня 1916 года). Обнаружена и опознана в 2009. |
| E19      | 13 мая 1915      | 12 июля 1915       | Затоплена экипажем 3 апреля 1918 в 3,6 милях к югу от Свеаборга. |
| E20      | 12 июня 1915     | 30 августа 1915    | Торпедирована 5 ноября 1915 в Мраморном море немецкой UB-14. |

### Группа 3
| Название | Спуск на воду    | Вступление в строй | Примечания |
| -------- | ---------------- | ------------------ | --- |
| E21      | 24 июля 1915     | 1 октября 1915     | Продана на слом 14 декабря 1921 |
| E22      | 27 августа 1915  | 8 ноября 1915      | В 1916 кратковременно оборудована для транспортировки 2 гидропланов Сопвич. Торпедирована немецкой UB-18 в надводном положении и погибла в Северном море у Ярмута, 25 апреля 1916 |
| E23      | 28 сентября 1915 | 6 декабря 1915     | Продана на слом 6 сентября 1922 |
| E24      | 9 декабря 1915   | 9 января 1916      | Минный заградитель. Подорвалась на мине в Гельголандской бухте 24 марта 1916. Безуспешная попытка подъема в 1973.                                                                 |
| E25      | 23 августа 1915  | 4 октября 1915     | Продана на слом 14 декабря 1921 |
| E26      | 11 ноября 1915   | 3 октября 1915     | Исходно заказана Турцией. Интернирована и введена в строй Британией. Потеряна со всем экипажем в Северном море 6 июля 1916 от неизвестных причин.                                 |
| E27      | 9 июня 1917      | Август 1917        | Продана на слом 6 сентября 1922 |
| E28      |                  |                    | отменена 20 апреля 1915 |
| E29      | 1 июня 1915      | Октябрь 1915       | Повреждена взрывом в батарейном отделении 9 января 1916 ; 4 погибших. Продана на слом 21 февраля 1922                                                                             |
| E30      | 29 июня 1915     | Ноябрь 1915        | Потеряна со всем экипажем, вероятно на мине в районе Орфорднесс, Северное море 22 ноября 1916                                                                                     |
| E31      | 23 августа 1915  | 8 января 1916      | Продана на слом 6 сентября 1922 |
| E32      | 16 августа 1916  | Октябрь 1916       | Продана на слом 6 сентября 1922 |
| E33      | 18 апреля 1916   | Ноябрь 1916        | Продана на слом 6 сентября 1922 |
| E34      | 27 января 1917   | Март 1917          | Минный заградитель. Потеряна со всем экипажем, вероятно на мине в Гельголандской бухте 20 июля 1918                                                                               |
| E35      | 20 мая 1916      | 14 июля 1917       | Продана на слом 6 сентября 1922 |
| E36      | 16 сентября 1916 | 16 ноября 1917     | Затонула от столкновения с E43 19 января 1917 со всем экипажем. |
| E37      | 2 сентября 1915  | 17 марта 1916      | Потеряна со всем экипажем в Северном море 1 декабря 1916, от неизвестных причин                                                                                                   |
| E38      | 13 июня 1916     | 10 июля 1916       | Продана на слом 6 сентября 1922 |
| E39      | 18 мая 1916      | Октябрь 1916       | Продана на слом 13 октября 1921, затонула при буксировке в сентябре 1922 |
| E40      | 9 ноября 1916    | Май 1917           | Продана на слом 14 декабря 1921 |
| E41      | 22 октября 1915  | Февраль 1916       | Минный заградитель. Затонула от столкновения с E4 15 августа 1916; 14 спасенных. Поднята, возвращена в строй в сентябре 1917. Продана на слом 6 сентября 1922                     |
| E42      | 22 октября 1915  | Июль 1916          | Продана на слом 6 сентября 1922 |
| E43      | 11 ноября 1915   | 20 февраля 1916    | Продана на слом 3 января 1921, потерпела крушение при буксировке 25 ноября 1921                                                                                                   |
| E44      | 21 февраля 1916  | 18 июля 1916       | Продана на слом 13 октября 1921 |
| E45      | 25 января 1916   | Август 1916        | Минный заградитель. Продана на слом 6 сентября 1922 |
| E46      | 4 апреля 1916    | Октябрь 1916       | Минный заградитель. Продана на слом 6 сентября 1922 |
| E47      | 29 мая 1916      | Октябрь 1916       | Потеряна со всем экипажем в 6 милях к северо-западу от Текселя, Нидерланды, 20 августа 1917, от неизвестных причин. Обнаружена и опознана в 2002. Палубное орудие поднято.        |
| E48      | 2 августа 1916   | Февраль 1917       | Потоплена в качестве мишени в 1921, отправлена на слом в 1928 |
| E49      | 18 сентября 1916 | 14 декабря 1916    | Подорвалась на мине и погибла со всем экипажем в районе острова Хани, Шетландские острова, 12 марта 1917. Обломки обнаружены на глубине 16 фатом.                                 |
| E50      | 13 ноября 1916   | 23 января 1917     | Повреждена от подводного столкновения с UC-62 19 марта 1917. Потеряна, вероятно на мине, в Северном море 1 февраля 1918                                                           |
| E51      | 30 ноября 1916   | 27 января 1917     | Минный заградитель. Выведена в резерв в октябре 1919. Продана на слом 13 октября 1921                                                                                             |
| E52      | 25 января 1917   | 13 марта 1917      | Продана на слом 3 января 1921 |
| E53      | в 1916           | Март 1916          | Продана на слом 6 сентября 1922 |
| E54      | в 1916           | Май 1916           | Продана на слом 14 декабря 1921 |
| E55      | 5 февраля 1916   | Март 1916          | Продана на слом 6 сентября 1922 |
| E56      | 19 июня 1916     | 8 августа 1916     | Продана на слом 9 июня 1923 |